# Liste der Asteroiden, Nummer 216001 bis 216500
Die nachfolgende Tabelle enthält eine Teilliste der Asteroidenübersicht. Die in der ersten Spalte aufgeführten Ziffern geben die Reihenfolge ihrer endgültigen Katalogisierung an, dienen als Identifikationsnummer und sind Bestandteil des Namens.
Die Hintergrundfarbe gibt den Orbittyp an:
| Hauptgürtelasteroid innerhalb der 3:1-Kirkwoodlücke bei 2,50 AE              |
| Hauptgürtelasteroid zwischen der 3:1-Kirkwoodlücke und der 5:2-Kirkwoodlücke |
| Hauptgürtelasteroid außerhalb der 5:2-Kirkwoodlücke bei 2,82 AE              |
| Erdnaher Asteroid vom Amor-Typ                                               |
| Erdnaher Asteroid vom Apollo-Typ                                             |
| Erdnaher Asteroid vom Aten-Typ                                               |
| Erdnaher Asteroid vom Atira-Typ                                              |
| Mars-Trojaner                                                                |
| Jupiter-Trojaner                                                             |
| Neptun-Trojaner                                                              |
| Zentauren                                                                    |
| Transneptunisches Objekt                                                     |

Besondere Merkmale sind durch Umrandung gekennzeichnet:
| Marsbahnkreuzer. Hauptgürtelasteroid mit einem Perihel kleiner als das Perihel des Mars (1,381 AE)                                   |
| Marsbahngrazer. Hauptgürtelasteroid mit einem Perihel größer als das Perihel des Mars aber kleiner als das Aphel des Mars (1,666 AE) |
| Potenziell gefährlicher Asteroid (Hintergrund-Farbe gemäß Orbittyp)                                                                  |
| Zwergplanet |

## Asteroiden Nummer 216001 bis 216500
| 216001–216100 | 216101–216200 | 216201–216300 | 216301–216400 | 216401–216500 |
| ------------- | ------------- | ------------- | ------------- | ------------- |

| Nummer und Name     | Große Halbachse (in AE) | Quelle    | Datum der Entdeckung | Entdecker                  |
| ------------------- | ----------------------- | --------- | -------------------- | -------------------------- |
| (216241) Renzopiano | 3.0361                  | JPL-Daten | 14. November 2006    | Vincenzo Silvano Casulli   |
| (216390) Binnig     | 3.1432                  | JPL-Daten | 14. Februar 2008     | Erwin Schwab, Rainer Kling |
| (216433) Milianleo  | 2.7414                  | JPL-Daten | 19. Februar 2009     | Erwin Schwab               |